# Gandanameno spenceri
Espèce
Synonymes
- Eresus spenceri Pocock, 1900
- Eresus namaquensis Purcell, 1908
- Eresus depressus Tucker, 1920

Gandanameno spenceri est une espèce d'araignées aranéomorphes de la famille des Eresidae.

## Distribution
Cette espèce se rencontre en Afrique du Sud, en Namibie et au Zimbabwe.

## Description
L'holotype mesure 13 mm.

## Étymologie
Cette espèce est nommée en l'honneur de H. A. Spencer.

## Publication originale
- Pocock, 1900 :  Some new Arachnida from Cape Colony. Annals and Magazine of Natural History, sér. 7, vol. 6, p. 316-333 (texte intégral).